# Алексеенко, Мусий Петрович
Мусий Петрович Алексеенко (или Овсиенко; 17 ноября 1871 — 8 марта 1945) — бандурист и торбанист из Ромен. Учитель Е. Адамцевича. Торбан Алексеенко хранится в роменском краеведческом музее.

## Биография

### Детство и юность
Родился 17 ноября 1871 года в селе Процевка, которое позже слилось с Ромнами. Отец его рано умер, мать работала домработницей в городе. Мусий всё же успешно окончил народное училище, а потом пошёл работать учеником садовода при помещичьей усадьбе.
Любовь к музыке и песне появилась у него ещё с раннего детства. Всё это в значительной степени перешло от матери, которая имела хороший голос, любила петь народные песни, которых знала множество. Подростку чрезвычайно нравилась музыка, которую он часто слушал под окном дома, где играл на скрипке прибывший из Киева брат помещицы, учившийся в одном из музыкальных заведений. Он заметил интерес подростка-садовника и пригласил его к себе, начал учить играть на скрипке, понимать ноты. Тогда же отчим, который был незаурядным мастером, изготовил ему скрипку.

### Обучение и начало музыкального творчества
В 1892 году М. П. Алексеенко поступил учеником телеграфиста на станцию Ромны Любаво-Роменской железной дороги и вскоре освоил эту профессию. Ним и работал всю жизнь. А ещё постоянно занимался самообразованием, очень много читал, особенно художественную литературу, книги по истории, интересовался театральным искусством, но больше всего любил народную и классическую музыку, народные песни.
Слушая игру кобзарей, которые часто бывали на роменских ярмарках, Мусий Петрович заинтересовался их ремеслом, купил старую бандуру и скоро выучился играть на ней и от многих народных певцов усваивал, расширял свой репертуар. Ещё смолоду начал записывать ноты и слова песен и дум. Свои записи он начал с песен, которые пела его мать, от разных пожилых людей, чья память сохранила старые народные песни. А ещё специально путешествовал по сёлам Роменщины, разыскивал певцов, которые держали в памяти много песен, и записывал слова и ноты.
М. П. Алексеенко любил историю, литературу, театр, но больше всего — музыку. Играть любил при любых обстоятельствах, кроме скрипки, освоил игру на гитаре, мандолине, духовых инструментах. В свободное от основной работы время он зарабатывал на жизнь, настраивая рояли и пианино в семьях состоятельных горожан, а ещё покупал ноты, книги, музыкальные инструменты.
Первое представление, как сообщал журнал «Киевская старина», состоялось в феврале 1899 года. Любителями тогда была поставлена «Наталка Полтавка» Котляревского. После спектакля народный хор Процевки исполнил несколько произведений Николая Лысенко. Сообщая об этом спектакле, журнал отметил хорошую игру нескольких крестьян и, прежде всего, М. Алексеенко.

### Период гражданской войны
Пик творчества кобзаря пришёлся на революционный период 1917—1921 годов, когда активизировалось театральное искусство, образовательное и национальное движение. В это время он вернулся в Ромны со станции Ромодан, на которой работал, и активно включился в художественную жизнь города.
В те годы в этом небольшом провинциальном городке действовали несколько театральных коллективов, много любительских кружков, образованных местными «Просвитами» и другими культурно-художественными обществам и кружками. Тогда же в городе была образована путешествующая капелла имени Леонтовича, позже она реорганизовалась в профессиональный коллектив, который гастролировал не только по Украине, но и далеко за её пределами.
М. Алексеенко в эти годы выступал с бандурой в роменском Народном доме, в процевском сельском театре, на многочисленных ярмарках в Ромнах и во многих окрестных сёлах. В это время он познакомился и поддерживал творческие связи с Анной Петровной Затыркевич-Карпинской; скульптором и режиссёром одного из роменских театров Иваном Кавалеридзе; будущими известными актёрами, а тогда ещё любителями Степаном Шкуратом, Ириной Воликовской, Василием Яременко и многими другими творческими личностями, которые в те годы жили в Ромнах.
Особенно памятным стал для роменского кобзаря Мусия Алексеенко октябрь 1918 года, когда И. П. Кавалеридзе завершил сооружение первого монументального памятника Тарасу Шевченко. На торжественном концерте, который состоялся в тот день, выступал и он: сольно, с бандурой, в хоре во время театрального представления. Запомнился этот день для бандуриста ещё и тем, что состоялась его встреча с 81-летним приятелем Тараса Шевченко Григорием Станиславовичем Вашкевичем, который в то время жил вблизи Ромен в своём хуторе в с. Шумске. Талантливая игра местного музыканта произвела большое впечатление на старого Г. Вашкевича. Он пригласил после того памятного концерта на свой хутор любителей-актёров и кобзаря, где вручил тогда Алексеенко торбан Т. Шевченко. До 1935 года хранил он этот торбан (а также играл на нём), а потом передал в Роменский краеведческий музей.

### Во времена СССР
Мусий Алексеенко не только хорошо играл на многих музыкальных инструментах, но и, одновременно, был хорошим учителем. Многих юношей в Ромнах он научил играть на скрипке, гитаре, на различных духовых инструментах, долгое время руководил в Процевке рядом с Ромнами оркестром народных инструментов, который успешно выступал не только в его родном селе, но и во многих городах и сёлах округа.
У своих учеников (а среди них были и дети кобзаря) Мусий Петрович Алексеенко воспитывал любовь к народной музыке, к украинской народной песне. Он использовал свой опыт и знания, чтобы из них получились хорошие музыканты. Его сыновья Александр и Николай умело играли в духовом оркестре 21-го стрелкового полка, который дислоцировался в довоенные годы в Ромнах.
Незадолго перед Великой Отечественной войной старший сын роменского бандуриста Александр, который руководил оркестром в одной из воинских частей, забрал записи Алексеенко в Ленинград, чтобы попробовать их издать. Но в ходе войны Александр Алексеенко погиб, и записи были утрачен, лишь небольшая часть их ныне сохранилась.
Последние годы жизни кобзаря пришлись на военные годы. Сказывались два года оккупации, оба сына находились на фронте и в эвакуации. Запоздалая весть о гибели старшего Александра окончательно подорвала его здоровье. Не стало Мусия Петровича Алексеенко 8 марта 1945 года. Тогда же он и был похоронен на одном из роменских городских кладбищ.

## Обучение Адамцевича
Среди учеников Алексеенко было много бандуристов, в частности, роменские кобзари Иван Петренко, Иван Бедрин и другие. Но лучшим учеником среди них был Евгений Адамцевич. Сыновья кобзаря Алексеенко рассказывали, что хорошо помнят тот день, когда к ним с товарищем приехал тогда ещё молодой Евгений и попросил отца заиграть на бандуре. Мусий Петрович заиграл и спел для них несколько народных шуточных песен и думу «Про трёх братьев Азовских», бежавших из турецкой неволи. Тогда слепой юноша начал просить его, чтобы он научил его игре на бандуре. Сначала Мусий Петрович колебался, потому что очень трудно учить незрячего, однако согласился. Ученик оказался очень способным и настойчивым, за что его полюбил учитель, уделял ему много времени и терпения, а к тому же ещё и учил бесплатно.